# Pretty v. Regno Unito
La sentenza  Pretty v. Regno Unito (2346/02) (Pretty v. United Kingdom, in inglese) è stato un pronunciamento della Corte europea dei diritti dell'uomo del 2002.

## Circostanze
Diane Pretty era una donna affetta da sclerosi laterale amiotrofica (SLA),  paralizzata dal collo in giù, con forti difficoltà a parlare e alimentata tramite un sondino. Suicidarsi, nella legislazione inglese, non è un reato, ma la donna, a causa della malattia non era in grado di compiere un'azione simile senza assistenza. È invece un crimine aiutare un'altra persona a suicidarsi (secondo quanto stabilito nella sezione 2(1) del Suicide Act del 1961).
La signora Pretty voleva che il marito la aiutasse nel suicidarsi, ma dato che questo aiuto avrebbe sottoposto il marito della donna alle citate conseguenze legali, la coppia chiese al pubblico ministero locale (Director of Public Prosecutions) di non perseguire il marito. La richiesta fu rifiutata, così come l'appello della donna presso la successiva corte (Lords of Appeal in Ordinary anche noti come Law Lords)

## Giudizio
Con un pronunciamento unanime, la Corte, composta da sette giudici, ha giudicato la richiesta della signora Pretty secondo gli articoli 2, 3, 8, 9 e 14 della Convenzione europea dei diritti dell'uomo inammissibile, ma non ha riscontrato alcuna violazione della Convenzione.
Una delle conclusioni significative è che:
(Sentenza della Corte europea dei diritti dell'uomo nel caso 2346/02, par. 40)
Per quanto riguarda il diritto della signora Pretty al rispetto della vita privata secondo l'articolo 8, la Corte ha considerato che un'interferenza in questo caso può essere giustificata come "necessaria in una società democratica" per il rispetto dei diritti altrui.
Tale conclusione è stata ripresa nella sentenza della Corte di cassazione del 16 ottobre 2007, n. 21748, nel ricorso presentato dal sig. Beppino Englaro che ha cassato la decisione presa dalla Corte di appello di Milano riguardante la situazione della figlia Eluana Englaro:
(Sentenza della Corte di cassazione del 16 ottobre 2007, n. 21748)